# Metropolitansko mesto Palermo
Metropolitansko mesto Palermo (italijansko Città metropolitana di Palermo) je metropolitansko mesto na Siciliji v Italiji. Njegovo glavno mesto je Palermo. Nadomestilo je pokrajino Palermo in zajema mesto Palermo in drugih 82 občin (comuni).

## Zgodovina
Najprej je bilo ustanovljeno z reformo lokalnih oblasti (zakon 142/1990), nato pa z regionalno zakonodajo 15. avgusta 2015.

## Geografija

### Območje
Metropolitansko mesto je na severu obrnjeno proti Tirenskemu morju, medtem ko na zahodu meji na občinski konzorcij Trapani, na jugu na občinska konzorcija Agrigento in Caltanissetta, na vzhodu z meropolitanskim mestom Messina in občinskim konzorcijem Enna.
Na metropolitansko ozemlje je vključen tudi otok Ustica.

### Občine
Metropolitansko mesto obsega 82 comuni (občin):
- Alia
- Alimena
- Aliminusa
- Altavilla Milicia
- Altofonte
- Bagheria
- Balestrate
- Baucina
- Belmonte Mezzagno
- Blufi
- Bisacquino
- Bolognetta
- Bompietro
- Borgetto
- Caccamo
- Caltavuturo
- Campofelice Di Fitalia
- Campofelice Di Roccella
- Campofiorito
- Camporeale
- Cpaci
- Carini
- Castelbuono
- Casteldaccia
- Castellana Sicula
- Castronovo di Sicilia
- Cefalà Diana
- Cefalù
- Cerda
- Chiusa Sclafani
- Ciminna
- Cinisi
- Collesano
- Contessa Entellina
- Corleone
- Ficarazzi
- Gangi
- Geraci Siculo
- Giardinello
- Giuliana
- Godrano
- Gratteri
- Isnello
- Isola delle Femmine
- Lascari
- Lercara Friddi
- Marineo
- Mezzojuso
- Misilmeri
- Monreale
- Montelepre
- Montemaggiore Belsito
- Palazzo Adriano
- Palermo
- Partinico
- Petralia Soprana
- Petralia Sottana
- Piana degli Albanesi
- Polizzi Generosa
- Pollina
- Prizzi
- Roccamena
- Roccapalumba
- San Cipirello
- San Giuseppe Jato
- San Mauro Castelverde
- Santa Cristina Gela
- Santa Flavia
- Sciara
- Scillato
- Sclafani Bagni
- Termini Imerese
- Terrasini
- Torretta
- Trabia
- Trappeto
- Ustica
- Valledolmo
- Ventimiglia di Sicilia
- Vicari
- Villabate
- Villafrati

## Transport
Metropolitansko mesto prepredajo tri avtoceste, od katerih se dve začneta v Palermu: A19 do Catanoje in Termini Imerese; A20, odcep od prve in vodi v Messino in A29 do Mazare del Vallo in Trapanie.
Železnici sta Palermo-Messina in Palermo-Catania. Tu sta dve letališči: Palermo-Boccadifalco in Palermo Punta Raisi.